# Annebel van der Knijff
Annebel van der Knijff (Wassenaar, 5 marzo 1996) è una canoista spagnola, specializzata nello slalom.

## Carriera
Van der Knijff nasce a Wassenaar nei Paesi Bassi, ma si trasferisce con i genitori in Andorra e poi in Spagna all'età di tre anni, ottenendo la cittadinanza del paese iberico. Inizia la sua carriera agonistica internazionale nel 2012, esordendo ai Campionati Europei di Canoa Slalom Junior 2012 a Salcano in Slovenia.
Celebra la sua prima medaglia internazionale ai Campionati europei di canoa slalom 2015 a Markkleeberg in Germania, dove vince la medaglia d'oro a squadre di C1 femminile insieme a Klara Olazabal e Núria Vilarrubla.

## Palmarès
- Europei - Slalom

Markkleeberg 2015: oro nel C1 a squadre.